# 김영수 (1984년)
김영수(1984년 11월 2일~ )는 대한민국의 농구선수이다.포지션은 가드이며 주특기는 3점슛이다.
2006-2007 프로농구 신인드래프트에서 1라운드 13순위로 대구 오리온스에 지명되었다.
김영수는 FA로 2012년 원주 동부 프로미로 이적하였다.

## 경력
- 2007년~2012년 대구 오리온스
- 2012년~2014년 원주 동부 프로미